# Пеликанс (хоккейный клуб)
«Пеликанс» (фин. Pelicans — пеликаны, анг. The Lahti Pelicans) — финский хоккейный клуб из Лахти, выступает в Лииге. Основан в 1996 году, клуб играет в городе Лахти на Isku Arena. Совладельцами команды являются (среди прочих) бывший вратарь Национальной хоккейной лиги (НХЛ) Паси Нурминен и гонщик Формулы-1 Валттери Боттас.

## История

### Виипурин Рейпас (1891–1964)
Viipurin Reipas — спортивный клуб, расположенный в Выборге. Они выиграли первый в истории чемпионат Финляндии по хоккею с шайбой в 1928 году с командой, состоящей в основном из хоккеистов с мячом. После того, как Выборг был захвачен Советским Союзом у Финляндии во время Второй мировой войны, клуб переехал в Лахти, где продолжал работать под своим первоначальным названием, пока не был переименован в Лахден Рейпас.

### Ладен Рейпас (1964–1975)
Рейпас провёл пять сезонов в SM-sarja с 1965 по 1970 год. Их лучший результат был шестым в сезоне 1965–66.

### Кеккорейпас (1975–1989)
Kiekkoreipas была основана в 1975 году, чтобы взять на себя управление хоккеем от Lahden Reipas. Они заняли первое место в лиге в недавно сформированном Первом дивизионе в 1975–76 годах и выиграли переход в Лиигу, заняв второе место в квалификационной серии.
Киеккорейпас провёл девять сезонов в Лииге. В 1978–79 годах они достигли наивысшей позиции в регулярном сезоне, заняв пятое место. Их единственный выход в плей-офф пришёлся на сезон 1981–82, когда они финишировали шестыми и проиграли будущим чемпионам Таппара со счётом 2–0 в первом раунде. После сезона 1981–82 многие ключевые игроки покинули клуб, и команда начала постепенно падать в турнирной таблице. Киккорейпас вылетел в низшую лигу в конце сезона 1984–85.
Kiekkoreipas провёл четыре сезона в Первом дивизионе и был близок к тому, чтобы вернуться в Лиигу после сезона 1987–88, когда они проиграли плей-офф продвижения до лучших из пяти KooKoo 3–2.

### Хоккей Рейпас (1989–1992)
После сезона 1988–89 годов была сформирована новая организация под названием Hockey Reipas, которая приняла на себя мужскую команду из Kiekkoreipas, которая продолжала заниматься юношеским хоккеем. Сезон 1989–90 был успешным на льду: команда заняла второе место в Первом дивизионе и получила повышение в Лииге, победив KooKoo в плей-офф со счётом 3–1.
Однако команда, выигравшая повышение, была дорогой и включала в себя проверенные таланты, такие как центровой Матти Хагман, серебряный призёр Олимпийских игр 1988 года Эркки Лайне и два чемпиона мира из сборной Чехословакии 1985 года, вратарь Яромир Шиндель и вингер Олдржих Валек.
Сезон 1990–91 был скромным успехом. Хоккей Рейпас занял седьмое место и установил клубные рекорды по победам (21) и очкам (44). Команда оставалась в борьбе за плей-офф до предпоследнего дня сезона, но две серьезные неудачи на заключительных этапах сезона были слишком большими, чтобы их можно было преодолеть. Во-первых, Шиндель получил травму в конце сезона, а вскоре после этого Валек был дисквалифицирован до ноября за то, что ударил рефери в Турку.
Весной 1991 года плохое финансовое положение команды стало очевидным, и многие ключевые игроки покинули команду. Хоккей Рейпас провёл большую часть сезона 1991–92 годов в двух последних местах. Однако беспроигрышной серии из шести игр в конце сезона и победы в переигровке над Таппарой было достаточно, чтобы поднять команду на десятое место и выйти из плей-офф вылета.

### Формирование Рейпаса Лахти и понижение (1992–1994)
Хоккей Рейпас окончательно обанкротился после сезона 1991–92. Была быстро сформирована новая организация под названием Reipas Lahti, которая взяла на себя операции Hockey Reipas. Новую организацию возглавил председатель Кари Наскинен, а Эско Нокелайнен остался главным тренером. Непонятная ситуация вызвала массовый отток игроков в межсезонье. Перспективы Марко Янтунен и Нико Марттила ушли в KalPa и HPK соответственно. Вратарь Яромир Шиндел был подписан Таппара. Среди других заметных уходов были нападающие Томми Кивиахо и Юрки Пойколайнен, а также защитники Теему Силланпяя и Ярмо Йокилахти.
Несмотря на подписание контракта с защитником Иржи Латалом из команды Национальной хоккейной лиги « Филадельфия Флайерз» , сезон 1992–93 годов стал катастрофой, поскольку команда установила новый рекорд лиги - 39 поражений в 48 играх. Когда Рейпас проиграл первую игру серии понижения против Куку, Нокелайнена окончательно уволили из клуба. Его заменил Кари Мякинен. Рейпас не проиграл до конца серии, выиграв четыре из оставшихся пяти игр. Рейпас финишировал первым в серии и обеспечил себе место в Лииге на следующий сезон.
В межсезонье 1993–94 годов ушли ещё два перспективных игрока: защитник Эрик Какко и центровой Тони Сихвонен. Плохое финансовое положение ограничило летние контракты, но бывший любимец публики Олдржих Валек вернулся после двухлетнего пребывания в Норвегии. Валек был тенью самого себя, забив всего 2 гола в 17 играх, прежде чем его контракт был расторгнут. Мякинен продолжал работать главным тренером, но продержался всего семь игр, все из которых команда проиграла. Его заменил Юкка-Вилле Яасалми, которому удалось набрать всего 14 очков в 41 игре. 40 поражений в 48 играх стали новым рекордом лиги. В серии вылетов Рейпас финишировал последним, что ознаменовало конец четырехлетнего периода в высшем дивизионе.

### Годы первого дивизиона (1994–1999)
После вылета команда претерпела серьёзные изменения. Осталось всего несколько игроков из состава 1993–94 годов, и многие места были заполнены игроками из команды до 20 лет. Главным тренером был назначен россиянин Сергей Грисинцов. В сезоне 1994–95 команда финишировала восьмой, не попав в плей-офф.
В следующем сезоне вернулся защитник-ветеран Кари Элоранта из Рёгле БК, а игра на льду немного улучшилась: команда финишировала шестой. Даже с улучшенными результатами Гризинцов был уволен всего за пять игр до конца регулярного чемпионата. Его заменил Элоранта, который продолжал играть тренером. Рейпас вышел в плей-офф, но в первом раунде выбыл из игры от SaPKo. Общественный интерес падал, и в 1995–1996 годах средняя посещаемость была намного ниже 1000 человек за игру.
Перед сезоном 1996–97 годов команда была переименована в «Лахти Пеликанс». «Пеликан» был принят в качестве талисмана команды, а от традиционных цветов белого, оранжевого и чёрного отказались в пользу зелёного и жёлтого. На льду команда также продолжала улучшаться, заняв третье место в регулярном чемпионате с 55 очками. Новый имидж и улучшенные результаты также вызвали новый интерес со стороны публики, поскольку средняя посещаемость выросла до более чем 1400 человек за игру. В плей-офф «Пеликанс» выбыли в первом раунде из-за Хауката со счётом 3–2.
В сезоне 1997–98 гг. Ещё одна тройка лучших. В плей-офф «Пеликанс» сначала набрали FPS 3–0 и были близки к вылету KalPa, проиграв серию до лучших из пяти 3–2. Исход игры решился в овертайме.
В 1998–99 годах «Пеликанс» заняли второе место с 67 очками, отставая от победителя Оулун Кярпят на 19 очков. В плей-офф сложилась другая история: «Пеликанс» обыграли «Гермес» и «Спорт» в трёх играх, а Кярпят выбыл из игры от «ТуТо» в первом раунде. В финальном раунде «Пеликанс» обыграли KalPa со счётом 3–0 и после пятилетнего отсутствия были переведены в Лиигу. «Пеликанс» пропустили всего шесть голов в девяти играх плей-офф. Приобретенный в середине сезона нападающий-ветеран Йоуко Мирра забил семь голов в плей-офф, став лучшим в команде.

### Возвращение в Лиигу (1999–2002)
Сезон 1999–2000 годов, первый сезон команды в Лииге, оказался непростым. Несмотря на то, что кампания началась с двух побед, последовала безвыигрышная серия из 17 игр и всего три ничьи. Команда зафиксировала всего восемь побед и 24 очка в 54 играх, заняв последние 15 очков позади Эссета. В первом раунде плей-офф на вылет «Пеликанс» обыграли «Дискос» со счётом 3–0 и в финальном раунде встретились с Оулуном Кярпятом. «Пеликанс» проиграли серию 3–1 и вылетели в низшую лигу. Однако их статус высшего дивизиона был восстановлен, поскольку Лиига была расширена до 13 команд и закрыта для продвижения.
Несмотря на добавление в команду столь необходимого ветерана, сезон 2000–01 начался медленно, и к концу ноября «Пеликанс» заняли предпоследнее место, всего на несколько очков опередив Ассета. Победная серия из пяти игр перед Рождеством перевернула сезон, и команда финишировала седьмой, обеспечив себе второй в истории выход в плей-офф и установив клубные рекорды по победам (22), ничьим (11), забитым голам (170) и очкам (55). . Нападающий-подмастерье Томми Турунен за сезон карьеры набрал 55 очков, а 35 очков Яна Латвалы стали клубным рекордом для защитника.
Постсезон 2000–01 оказался коротким, поскольку «Пеликанс» проиграли 3–0 TPS, которые в конечном итоге выиграли свой третий чемпионат подряд.
Сезон 2001–02 ознаменовался для команды сильным стартом: они провели девять игр без поражений и возглавили лигу. «Пеликанс» не могли поддерживать темп на протяжении всего сезона, заняв пятое место и установив клубный рекорд по самому высокому результату в истории Лииги. Также команда установила новые клубные рекорды по победам (31) и очкам (68). 38 передач Микко Пелтолы стали новым клубным рекордом.
В плей-офф «Пеликанс» выбыли со счётом TPS 3–1, но сумели зафиксировать первую победу клуба в плей-офф, выиграв вторую игру в овертайме благодаря голу Тони Койвунена.

### Финансовые проблемы (2002–2005 гг.)
После успешного сезона 2001–02 шесть из десяти лучших бомбардиров и главный тренер Кари Элоранта покинули команду. Его заменой стал его бывший помощник тренера Петтери Хирвонен. В следующем сезоне 2002–2003 годов ситуация изменилась к худшему: «Пеликанс» финишировали предпоследними с 36 очками, на семь очков опередив Ильвеса, занявшего последнее место.
Сезон 2003–04 начался мрачно, и 22 октября 2003 г., после двух побед и четырёх ничьих в 15 играх, Хирвонен был уволен. Его заменил помощник тренера Петтери Сихвонен, который привёл команду всего к пяти победам в основное время в 41 игре. «Пеликанс» финишировали последними, отстав от «СайПа» на девять очков. Сокращение посещаемости и тяжёлое финансовое положение привели к оптовой продаже ключевых игроков в течение сезона, и, наконец, в феврале 2004 года клуб подал заявку на реструктуризацию долга.
Защитник Эрик Какко вернулся в сезоне 2004–05, но дела у команды не улучшились. Под руководством тренера-новичка Петри Матикайнена команда во второй раз подряд финишировала последней, одержав всего семь побед в основное время в 56 играх. В апреле 2005 года наконец-то появился новый владелец во главе с Паси Нурминеном, сыгравшим 16 игр за «Пеликанс» в течение сезона из-за локаута в НХЛ 2004–05 годов.

### Возвращение в плей-офф (2005–2009)
Матикайнен покинул «Пеликанс» всего через один сезон, и его заменил Джами Кауппи. Несмотря на более сильное финансовое положение, команда продолжала отставать, и 26 октября 2005 г. Кауппи был уволен после того, как одержал всего 2 победы в 16 играх. Сначала его заменил генеральный менеджер Илкка Каарна, а 7 января 2006 г. - бывший главный тренер сборной Финляндии Ханну Аравирта. Смена тренера изменила сезон 2005–06, но сильного второго тайма было недостаточно, чтобы вывести команду в плей-офф. «Пеликанс» заняли 12-е место, отстав на пять очков от последнего места в плей-офф.
В сезоне 2006–07 годов вернулся Марко Янтунен, а также вернулся в плей-офф после пятилетнего отсутствия. «Пеликанс» финишировали десятыми и зафиксировали свою первую победу в серии плей-офф, победив TPS в предварительном раунде со счетом 2–0. В четвертьфинале они выбыли в четырех играх подряд будущими чемпионами Кярпятом. «Пеликанс» сумели забить всего два гола в серии. Янтунен лидирует в команде по результативности с 41 очком вместе с центровым Матиасом Лоппи.
В сезоне 2007–08 «Пеликанс» установили новые рекорды по победам (33), забитым голам (176), наименьшему количеству голов против (142) и общему количеству очков (98), заняв шестое место и заработав место в четвертьфинале. Их четвертьфинальным матчем стал «Йокерит», который выиграл серию до лучших из семи в шести играх. После сезона стартовый вратарь Антти Ниеми подписал контракт с клубом НХЛ «Чикаго Блэкхокс». Лоппи установил новые клубные рекорды по очкам (58) и передачам (40).
После потери ключевых игроков Ниеми и Лоппи сезон 2008–09 начался медленно. Всплеска во втором тайме было достаточно, чтобы команда заняла девятое место, обеспечив третий подряд выход в плей-офф. В предварительном раунде «Пеликанс» выбили Ильвеса в трёх играх. Решающим исходом последней игры в овертайме стал гол Олли Юлкунена.
«Пеликанс» выиграли со счётом 3–2. В четвертьфинале «Пеликанс» проиграли серию «Блюз» 3–4, несмотря на то, что лидировали в серии 3–2.

### Вне плей-офф (2009–2011)
Томми Никкиля был вратарем «Пеликанс» с 2008 по 2010 год.
Аравирта покинул «Пеликанс» после сезона 2008–09. Его заменил Мика Тойвола, который вывел Эссата в финал в 2006 году. В сезоне 2009–10 команда впервые с 2006 года не попала в плей-офф, заняв 12-е место. Приобретенный летом Юхаматти Аалтонен возглавил лигу по голам, забитым с 28 голами. Сезон также оказался последним для многих игроков-ветеранов, таких как Марко Янтунен, Эрик Какко и Тони Койвунен.
В начале сезона 2010–11 годов команда боролась под руководством Тойволы, несмотря на ряд громких летних контрактов, таких как ветеран НХЛ Майк Йорк, Дуайт Хельминен, Матиас Лоппи и защитник Юри Марттинен. Наконец, после серии поражений из шести игр, Тойвола был прекращен 24 октября 2010 года. Его заменил помощник тренера Паси Рясянен. Несмотря на многообещающее начало с двумя победами в первых трех играх, Рясянен не смог перевернуть команду, и в ноябре из-за травмы стартового вратаря Нико Ховинена «Пеликанс» зафиксировали серию поражений из девяти игр. «Пеликанс» финишировали последними с 59 очками, всего на одно очко отставая от безопасности. Во время плей-офф вылета они обыграли Vaasan Sport в четырех играх подряд.

### Первая медаль (2011–2012).
Контракт Рязанена не был продлен на следующий сезон. Первоначально «Пеликанс» выбрали Кари Ялонена, но вместо этого он предпочел тренировать Континентальную хоккейную лигу. Наконец, Кай Суйкканен, выигравший чемпионат с TPS в 2010 году, был принят на работу в качестве главного тренера 30 марта 2011 года.
Сезон 2011–2012 годов оказался на тот момент самым успешным сезоном. Команда заняла второе место и установила новые клубные рекорды по очкам (111), победам (39) и забитым голам (213). Нападающий Райан Лаш стал лучшим бомбардиром лиги с 62 очками, а 16 голов Маркуса Сейколы были рекордным показателем для защитников.
В четвертьфинале «Пеликанс» встретились с Кярпятом, но, несмотря на победу в первой игре со счётом 5: 0, они проиграли три раза подряд и столкнулись с вылетом. «Пеликанс» восстановились, одержав домашнюю победу со счётом 4: 2 в пятой игре. Шестая игра в Оулу была решена в овертайме голом Радека Смоленяка. Приобретение в конце сезона, Смоленяк забил победный гол также в игре 7, когда «Пеликанс» выиграли 3–2 и впервые в истории клуба вышли в полуфинал.
В полуфинале «Пеликанс» обыграли «Блюз» в пяти играх и заработали место в финале против JYP. «Пеликанс» начали серию с домашней победы со счётом 2: 0, но проиграли следующие четыре игры, поскольку JYP выиграли свой второй чемпионат за три года. Две последние игры серии были решены в овертайме. Лаш лидирует в лиге и по результативности в плей-офф, набрав 16 очков в 17 играх. Восемь голов Смоленака сделали его лидером по забитым голам вместе с капитаном команды Артту Луттиненом.

### Спад (2012–2015 гг.)
В межсезонье 2012–2013 гг. команда пережила массовый исход ключевых игроков, трое из которых ушли в НХЛ: защитник Йоонас Ярвинен подписал контракт с «Нэшвилл Предаторз», Лаш ушел в «Анахайм Дакс», а вратарь Нико Ховинен присоединился к Филадельфии Флайерз. Среди других заметных уходов были Артту Луттинен и центровые Джастин Ходжман и Теро Коскиранта. Летом «Пеликанс» подписали двух бывших игроков, выбранных в первом раунде драфта НХЛ: центровых Анджело Эспозито и Райана О'Марра подмастерья нападающего Ли Горена и защитника Дэнни Ричмонда. Ни одно из приобретений не завершило весь сезон 2012–13 с «Пеликанс».
В сезоне 2012–13 «Пеликанс» вместе с Ильвесом были в конце таблицы. В сильном втором тайме команда вернулась в борьбу за плей-офф. Они вылетели из плей-офф в последний день сезона, заняв 11-е место.
По окончании сезона Суикканен ушёл в TPS, и его заменил Ханну Аравирта. Сезон 2013–14 начался сильно, всего с 1 поражением в овертайме в 11 играх, когда «Пеликанс» возглавили лигу. Однако из-за серии поражений из 11 игр под Рождество команда выпала из мест в плей-офф. Затем последовал ещё один поворот, и всего шести поражений в основное время в 25 финальных играх хватило, чтобы команда заняла восьмое место, что гарантировало возвращение в плей-офф после годичного отсутствия.
Пеликаны обыграли HIFK в предварительном раунде со счётом 2–0. Обе игры были решены в овертайме. В четвертьфинале Таппара окажется слишком сильным противником, выиграв серию до семи побед в шести играх.
В сезоне 2014–15 гг. произошла еще одна смена главного тренера: Аравирту заменил Томи Лямся. Команда боролась с травмами в течение всего сезона, и когда к февралю она не вышла в плей-офф, ключевые игроки, такие как центровые Тайлер Реденбах и Томми Паакколанваара, а также нападающие Михал Ржепик и Джордан Смотерман, были освобождены, чтобы сократить финансовые потери. 44] В итоге «Пеликанс» заняли 12-е место с 68 очками. Плохой результат стоил Лямсе его позиции, поскольку он был уволен всего через несколько дней после окончания регулярного сезона.

### Возрождение (2015–2019)
После увольнения Лямся 16 марта 2015 года Петри Матикайнен был назначен новым главным тренером с трёхлетним контрактом. Паси Нурминен присоединился к тренерскому штабу в качестве помощника тренера.
В сезоне 2015–16 гг. «Пеликанс» вернулись в борьбу за плей-офф, заняв девятое место с 89 очками, что на 21 очко больше, чем в предыдущем сезоне. Ветеран НХЛ Райан Потульны стал лучшим бомбардиром команды, набрав 36 очков, в то время как 18 голов Юхи Лейму были рекордом для защитника в лиге.
Регулярный сезон был наполнен спорами, так как несколько игроков «Пеликанс» были дисквалифицированы в течение сезона. Защитник Бен Блад был дисквалифицирован в общей сложности на 15 игр в пяти случаях, а вингер Дэйн Байерс был дисквалифицирован на семь игр в двух отдельных случаях.
«Пеликанс» выбили КалПа в первом раунде плей-офф со счётом 2–1, несмотря на поражение в первом раунде серии в овертайме, а в четвертьфинале встретились с лидерами регулярного сезона HIFK. Проиграв серию 2–0, «Пеликанс» сравняли счёт с выездной победой 4–2 в игре 3 и победой в овертайме дома в игре 4. «Пеликанс» выбыли, когда HIFK выиграл следующие две игры, обе закончились со счётом 2–1. .
Неуклонное улучшение продолжалось и в сезоне 2016–17, когда «Пеликанс» финишировали шестыми с 93 очками. В течение сезона были подписаны многие известные игроки, такие как Джастин Ходжман, Карри Рямё, Микко Коуса и Антти Тюрвяйнен. Однако из-за травм Ходжман провёл до 26 матчей, а Коуса - до 20. Плей-офф оказался разочаровывающим, поскольку «Пеликанс» выбыли из игры KalPa со счётом 4–1 в четвертьфинале. Чтобы добавить еще больше противоречий, капитан Антти Эркиньюнтти и Ходжман были здоровыми нулями в игре 5.
В сезоне 2017-18 команда вышла в третий раз подряд в плей-офф, несмотря на то, что опустилась на 10-е место с 83 очками. Пеликаны выбыли из игры в первом раунде от SaiPa в трех играх. Матикайнен ушел после окончания сезона, так как срок его контракта истёк. 10 апреля 2018 года его заменил бывший обладатель Кубка Стэнли Вилле Ниеминен на посту нового главного тренера.
3 марта 2018 г. «Пеликанс» объявили о партнерстве с финской киберспортивной организацией ENCE.Об этом было объявлено, когда ENCE объявили о подписании контракта с игроком Counter-Strike: Global Offensive allu.
В сезоне 2018–19 команда заняла второе место по количеству очков и заняла третье место с 104 очками. На финише команда впервые вышла в хоккейную лигу чемпионов. Защитник Оливер Каски стал лучшим бомбардиром команды с 19 голами, 32 передачами и 51 очком, что является новым клубным рекордом для защитника. Летом он подпишет контракт с клубом НХЛ «Детройт Ред Уингз». Однако «Пеликанс» были разочарованы четвертьфиналом, поскольку они выбыли из игры HIFK в шести играх, несмотря на две сокрушительные домашние победы в игре 1 и игре 5.

### Текущая эпоха (2019-)
В течение сезона статус контракта Ниеминена был предметом серьезных спекуляций, и 12 апреля 2019 года он был наконец продлен. Наряду с Каски, «Пеликанс» потерпели заметный уход, поскольку команду покинули такие ключевые игроки, как Джесси Сааринен, Микко Коуса и Хайнек Зохорна. В КХЛ «Пеликанс» не смогли выйти из группового этапа. В Лиге 2019-20 гг. команда начала постепенно падать в турнирной таблице после многообещающего старта, и, наконец, после разочаровывающей серии всего из четырех побед в 16 играх 30 ноября 2019 г. Ниеминен был уволен из клуба. Его заменил помощник тренера Джесси Веллинг.

## Достижения
Лиига
- Серебряный призёр (3): 2012, 2023, 2024.

### Сезоны
| Сезон   | Игры | В  | П  | Н | ВО и Б | ПО и Б | Очки | Забито шайб | Пропущено шайб | Место | Плей-офф                   |
| ------- | ---- | -- | -- | - | ------ | ------ | ---- | ----------- | -------------- | ----- | -------------------------- |
| 2007–08 | 56   | 28 | 19 | - | 5      | 4      | 98   | 176         | 142            | 6     | Проиграли в четвертьфинале |
| 2008–09 | 58   | 22 | 27 | - | 5      | 4      | 80   | 149         | 145            | 9     | Проиграли в четвертьфинале |
| 2009–10 | 58   | 18 | 27 | - | 6      | 7      | 73   | 166         | 197            | 12    | Не попали в плей-офф       |
| 2010–11 | 60   | 17 | 37 | - | 2      | 4      | 59   | 133         | 180            | 14    | Не попали в плей-офф       |
| 2011–12 | 60   | 30 | 18 | - | 9      | 3      | 111  | 213         | 155            | 2     | Проиграли в финале         |
| 2012–13 | 60   | 22 | 28 | - | 7      | 3      | 83   | 163         | 180            | 11    | Не попали в плей-офф       |

В - выигрыши, П - поражения, Н - ничьи, ВО и Б - выигрыши в овертайме и буллитах, ПО и Б - поражения в овертайме и буллитах

## Известные игроки, выступавшие за клуб
- Карри Рямё
- Паси Нурминен
- Лео Комаров
- Антти Ниеми
- Сами Хелениус
- Юхаматти Аалтонен
- Илкка Пиккарайнен
- Петтери Нуммелин
- Тони Людман
- Юнас Юнланд
- Радек Смоленяк
- Ондржей Павелец
- Майк Йорк
- Шон Эйвери
- Джастин Ходжман
- Джейми Макбэйн